# Isnotu
Isnotu – miasto w Wenezueli, w stanie Trujillo.